# 慈眼院

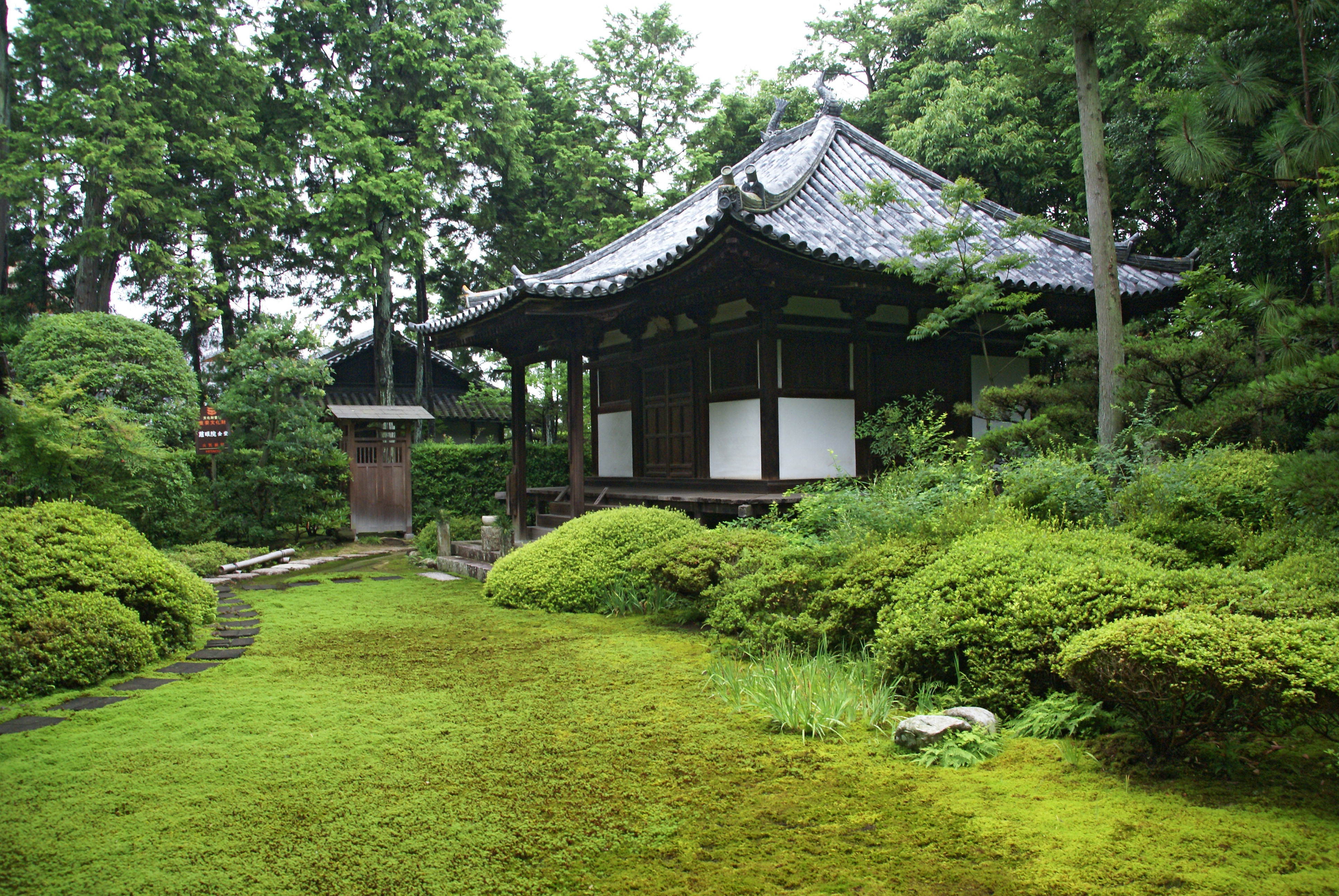
金堂

慈眼院（じげんいん）は、大阪府泉佐野市日根野にある真言宗御室派の寺院。山号は大悲山。本尊は薬師如来。近世末までは隣接する日根神社の神宮寺であった。国宝の多宝塔は石山寺多宝塔、金剛三昧院多宝塔とともに日本の多宝塔の三名塔の一つとして知られる。また境内が「日根荘遺跡」の一部として国の史跡に指定されている。

## 歴史
伝承によれば、天武天皇2年（673年）、天皇の勅願寺として、また日根神社の神宮寺として井堰山願成就寺無辺光院の名で覚豪阿闍梨により開創され、奈良時代の天平年間（729年 - 749年）、聖武天皇の勅願寺となり、寺領1千石が加増されたという。その後、弘仁6年（815年）、空海（弘法大師）によって金堂、多宝塔をはじめとする諸堂が再興されたと伝える。
南北朝の正平8年（1353年）、戦火を受けて焼失。その後、後村上天皇と後亀山天皇の勅命により再興された。
慈眼院の位置する日根荘（ひねのしよう、日根野荘）は、五摂家の1つである九条家の荘園であった。文亀元年（1501年）から4年間、前関白の九条政基が日根に滞在して領地の直接経営にあたり、日記「政基公旅引付」（宮内庁書陵部蔵）を残している。
天正13年（1585年）には羽柴秀吉の紀州征伐の兵火を受けて無辺光院は金堂、多宝塔を除いた全山が焼失する。その後慶長7年（1602年）、豊臣秀頼によって伽藍の再興が始められ、奥之坊、山之坊、明王院、戒躰院、稲之坊、中之坊、下之坊（現・日根神社社務所）、東方寺、上之坊、明神社、観音堂、毘沙門堂、護摩堂の堂宇が建立された。寛文年間（1661年 - 1673年）には岸和田藩藩主岡部行隆により修復が行われ、寛文5年（1665年）、中之坊が仁和寺の性承門跡から現在の院号「慈眼院」を賜り、仁和寺の末寺となった。
明治時代になり、神仏分離が行われると無辺光院は隣接する日根神社と切り離されてしまう。その上、無辺光院及び諸塔頭は廃絶され、慈眼院のみが残された。宗派は現在は真言宗御室派となっている。

## 境内
- 本堂
- 庫裏
- 金堂（毘沙門堂、重要文化財） - 一願薬師堂とも呼ばれる。鎌倉時代後期の建立。方3間、単層、寄棟造、本瓦葺。「杮経（笹塔婆）」が保管されている。
- 多宝塔（国宝） - 文永8年（1271年）建立。高さ約10m。屋外にある木造多宝塔で国宝・重要文化財に指定されているものの中では日本最小。石山寺塔、金剛三昧院塔とともに日本の多宝塔の三名塔の一つとされる。初層内部には大日如来坐像（府指定有形文化財）を安置する。
- 庭園
- 石仏群
- 本邦洋式製革始祖碑 - 明治時代。
- 表門
- 弘法大師像
- 鐘楼 - 境内の外にある。
- 慈眼院の姥桜（大阪府指定天然記念物） - 日根神社の参道脇にある。

## 文化財

### 国宝
- 多宝塔 附：仏壇（1基）

### 重要文化財
- 金堂 附：棟札（2枚）

### 国指定史跡
- 日根荘遺跡 - 当院もその内の一つに含まれている。

### 大阪府指定有形文化財
- 木造大日如来坐像

### 大阪府指定天然記念物
- 慈眼院の姥桜

### 大阪市指定有形文化財
- 木造棟札（享禄三年至昭和二六年） 18枚（3枚1組含む）

### 大阪市指定有形民俗文化財
- 慈眼院こけら経

## 前後の札所
仏塔古寺十八尊
11 金剛三昧院　-　12 慈眼院　-　13 観心寺
和泉西国三十三箇所
客番 南宗寺　-　客番 慈眼院　-　客番 中央寺
阪和西国三十三ヶ所観音霊場
19 西上寺　-　20 慈眼院　-　21 永福寺

## 拝観情報
- 開門時間 - 8:00から17:00（要予約）
- 交通アクセス - 南海電鉄 泉佐野駅または阪和線 日根野駅から南海バス「犬鳴山」行きで8分、「東上」下車すぐ

## 周辺情報
- 日根神社 - 式内大社。慈眼院の旧下之坊が日根神社の社務所
- 総福寺天満宮 - 本殿が重要文化財